# 戴歷·居里
戴歷·居里 （Derek Currie），生於蘇格蘭，已退役蘇格蘭裔香港足球運動員，司職前鋒，外號「耶穌」，屬香港甲組首批職業外援，於1979年入選香港足球代表隊。

## 球員生涯
居里生於蘇格蘭，1969年效力蘇格蘭甲組職業球會馬瑟韋爾，上陣26場射入21球。
1970年8月，流浪會長畢特利新自前往蘇格蘭格拉斯哥揀卒，最終決定與居里及其餘二人簽約。1969年，21歲的居里正式來港加盟流浪，簽兩年合約，周薪26英鎊（約360元港幣），他們三人跟隨畢特利和郭家明於9月10日飛抵香港，成為香港足球史上（甚至是亞洲足球史上）首批歐洲職業外援。 居里速度驚人，流浪足球部主任陳瑤琴表示從未見過跑得這麼快的人，給了他「飛馬」的外號（有報章見他的蓬鬆長髮和鬍子，又稱他「大野人」）及後球迷則覺得他尖尖的面孔加上長髮和鬍子，像救世主耶穌，故不久之後便稱呼他為「耶穌」，獲流浪會長畢特利形容居理樣貎和比賽風格類似愛爾蘭裔的曼聯球星佐治貝斯。
1972年被精工以35,000港元羅致，創下當時本地球員轉會費最高紀錄，效力8季的居里是精工雄霸七、八十年代的功臣之一，帶領球隊橫掃多個錦標。離開精工後，曾短暫效力寶路華和東方。
因在港住滿七年合資格代表香港，居里分別在1979年首次代表香港踢了亞洲盃、世界杯的外圍賽。

## 退役生活
居里在香港成家立室，於退役後擔任嘉士伯公共關係職員，並客串英文台的球賽評述。1990年代起，居里負責籌備舉辦賀歲盃，邀請世界各地國家隊來港，令賀歲盃成為亞洲區其中一個最成功的國際級足球賽。居里於2000年退休，現移居泰國，偶爾回港探親，每年亦會回祖家探望母親。

## 個人榮譽
- 香港甲組足球聯賽神射手 1次（1971-72年度）